# Liste musikalischer Werke über den Kuckucksruf
Dies ist eine Liste musikalischer Werke über den Kuckucksruf, d. h. den Ruf des Kuckucks. Eine beliebte musikalische Form dafür ist das Capriccio. Der Kuckucksruf als solcher fand in vielen Kompositionen Verwendung.

## Werke

### Werke für Tasteninstrumente
- Capriccio sopra il cucco von Girolamo Frescobaldi (1583–1643) aus seinem Primo Libro di Capricci (veröffentlicht 1624)
- Ricercar in F (Nr. 3) aus Ricercar Tabulatura (1624) von Johann Ulrich Steigleder (1593–1635)
- Capriccietto sopra il cu cu von Alessandro Poglietti (erste Hälfte des 17. Jhdts.–1683)
- Capriccio sopra il cucu von Johann Caspar von Kerll (1627–1693)
- Toccata con lo scherzo del cucolo A-Dur (1699) von Bernardo Pasquini (1637–1710)
- Toccata octava aus Apparatus musico-organisticus von Georg Muffat (1653–1704)
- Variationes super Cantilenam „Last unß daß Kindelein wiegen“ per imitationem Cuculi (6 Kuckucks-Variationen) von Franz Xaver Murschhauser (1663–1738)
- Thema all’ Imitatio Gallina Cuccu aus der Sonata in D (BWV 963) von Johann Sebastian Bach (1685–1750)
- Le Coucou aus der dritten Suite des Premier Livre de Pièces de Clavecin von Louis-Claude Daquin (1694–1772)
- Gukkuk im Versteck aus Album für die Jugend (1848) von Robert Schumann (1810–1856)
- Cuckoo Galop (1873) von John Philip Sousa (1854–1932)
- The Cuckoo aus Summer Sketches von Edwin Lemare (1865–1934)
- Kuckuck, Kuckuck, ruft’s aus dem Wald (Nr. 29) aus Kanons durch alle Dur- und Molltonarten, Heft 1 (1895) von Max Reger (1873–1916)
- Kuckuck und Uhu aus In einer Nacht von Paul Hindemith (1895–1963)
- Capriccio on the Notes of the Cuckoo von Richard Purvis (1913–1994)
- cucu aus den Capricci (2004) von Kurt Estermann (* 1960)

### Orchesterwerke
- Berchtoldsgaden Musick
- Sinfonie Nr. 6, 2. Satz (Szene am Bach) von Ludwig van Beethoven (1770–1827)
- Im Krapfenwald’l (1869) von Johann Strauss Sohn (1825–1899)
- Le Coucou au fond des bois aus dem Karneval der Tiere (1886) von Camille Saint-Saëns (1835–1921)
- 1. Sinfonie, 1. Satz von Gustav Mahler (1860–1911)
- Kinder-Symphonie von Carl Reinecke (1824–1910)
- On Hearing the First Cuckoo in Spring (1912) von Frederick Delius (1862–1934)
- Gökvalsen (1918) von Emanuel Jonasson (1886–1956)
- Il cucù, aus Gli Uccelli (1928) von Ottorino Respighi (1879–1936)
- The merry cuckoo und Spring, the sweet spring aus der Spring Symphony von Benjamin Britten (1913–1976)
- Réveil des oiseaux (1953) von Olivier Messiaen (1908–1992)

### Kammermusik
- Cu cù aus Duo tessuti con diversi solfeggiamenti, scherzi, perfidie, et oblighi (1657) von Giuseppe Giamberti (um 1600–1662)
- Symphonia quarta supra Cuc cuc, vel Sol, mi von Nicolaus à Kempis (um 1600–1676)
- L’Emenfrodito aus Sonate, arie et correnti (1642) von Marco Uccellini (um 1603–1680)
- Violinsonate Cucu von Johann Heinrich Schmelzer (1623–1680)
- Sonata representativa, 3. Satz (CuCu) von Heinrich Ignaz Franz Biber (1644–1704)
- Sonata „Imitatione del Cuccu“ von Johann Jakob Walther (1650–1717)
- Ouverture ex Opera Kuckuck von Reinhard Keiser (1674–1739)
- Sonata à Solo Yntitulada el Jardín de Aranjuez en Tiempo de Primavera Con Diversos Cantos de Paxaros y Otros Animales von José Herrando (1720/21–1763)
- Petit Poucet aus Ma mère l’oye (1910, 1911 für Orchester) von Maurice Ravel (1875–1937)

### Konzerte
- L’estate aus Le quattro stagioni (1725) von Antonio Vivaldi (1678–1741)
- Orgelkonzert Nr. 13 in F-Dur Der Kuckuck und die Nachtigall HWV 295 von Georg Friedrich Händel (1685–1759)
- The Cuckoo Concerto von Johann Friedrich Lampe (1703–1751)
- Klavierkonzert Nr. 6, 3. Satz (Le Coucou) (1809) von Joseph Wölfl (1773–1812)

### Oper
- Tanz der Vögel aus Schneeflöckchen (Suite) von Nikolai Rimski-Korsakov (1844–1908)
- Einleitung – Lob der Einsamkeit aus Die Legende von der unsichtbaren Stadt Kitesch (Suite) von Nikolai Rimski-Korsakov
- Kuckuck, Kuckuck, Eierschluck aus Hänsel und Gretel (ca. 1891) von Engelbert Humperdinck (1854–1921)
- L’heure Espagnole von Maurice Ravel
- Ku-Ku-Ku-Kuskám aus Háry János von Zoltán Kodály (1882–1967)

### Chorwerke
- Sumer is icumen in
- Talent m’est pris
- Le chant des oyseaux von Clément Janequin (um 1485–1558)
- Der Gutzgauch auf dem Zaune sass von Lorenz Lemlin (um 1495–1549/51)
- Hört ich ein Kuckuck singen von Johannes Eccard (1553–1611)
- Capricciata e contrappunto bestiale alla mente von Adriano Banchieri (1568–1634)

### Kunstlieder
- En ce gracieux temps von Jacob de Senleches (14. Jhdt.)
- The Cuckoo aus As you like it von Thomas Arne (1710–1778)
- Der Kuckuck aus 4 Fabellieder von Carl Loewe (1796–1869)
- Der Kuckuck aus Lieder aus der Königinhofer Handschrift von Antonín Dvořák (1841–1904)
- Lob des hohen Verstandes aus Des Knaben Wunderhorn (1887–1891) von Gustav Mahler
- Ablösung im Sommer aus Lieder und Gesänge (1892–1898) von Gustav Mahler
- Kuckuck aus Sechs Volksliedbearbeitungen von Richard Strauss (1864–1949)
- The Cuckoo aus 15 Folksongs from Newfoundland von Ralph Vaughan Williams (1872–1958)
- Kukuleczka kuka aus Tryptyk śląski (1951) von Witold Lutosławski (1913–1994)
- Spring aus Three Songs from William Shakespeare (1953) von Igor Strawinsky (1882–1971)

### Kinderlieder
- Der Kuckuck und der Esel von Hoffmann von Fallersleben (1798–1874)
- Kuckuck, Kuckuck, ruft’s aus dem Wald von Hoffmann von Fallersleben
- Frühlingsbotschaft (Kuckuck ruft aus dem Wald) aus Liederalbum für die Jugend von Robert Schumann
- Der Kuckuck aus 16 Kinderlieder von Pjotr Iljitsch Tschaikowski (1840–1893)
- Cuckoo aus Friday Afternoons (1933–1935) von Benjamin Britten